# Edward Patrick Allen
Edward Patrick Allen (* 17. März 1853 in Lowell, Massachusetts; † 21. Oktober 1926 in Mobile, Alabama) war römisch-katholischer Bischof von Mobile.

## Leben
Allen studierte an der Mount St. Mary’s University in Emmitsburg und empfing am 17. Dezember 1881 die Priesterweihe für das Erzbistum Boston. Dort war er zwischen 1882 und 1884 als Kaplan und Kurat tätig, ehe er an die Mount St. Mary’s University zurückkehrte. 1885 wurde Allen deren Präsident.
Papst Leo XIII. ernannte ihn am 26. Januar 1897 zum Bischof von Mobile in Alabama. Die Bischofsweihe spendete ihm am 16. Mai desselben Jahres Kardinal James Gibbons, Erzbischof von Baltimore. Mitkonsekratoren waren der Bischof von Little Rock, Edward Fitzgerald, und der Bischof von Providence, Matthew Harkins. Während Allens Amtszeit stieg die Zahl der Katholiken im Bistum Mobile von rund 18.000 auf 48.000 an. Er intensivierte die Pastoral für die afro-amerikanische Bevölkerung in der Diözese und gründete für deren Ausbildung 1901 das St. Joseph’s College. Im November 1909 wurde in Mobile die afro-amerikanische katholische Bruderschaft Knights of Peter Claver gegründet, die im selben Jahr durch Bischof Allen anerkannt wurden.
Edward Patrick Allen starb 1926 im Alter von 73 Jahren und wurde in der Kathedrale von Mobile beigesetzt.